# Museu d'Art de Lituània

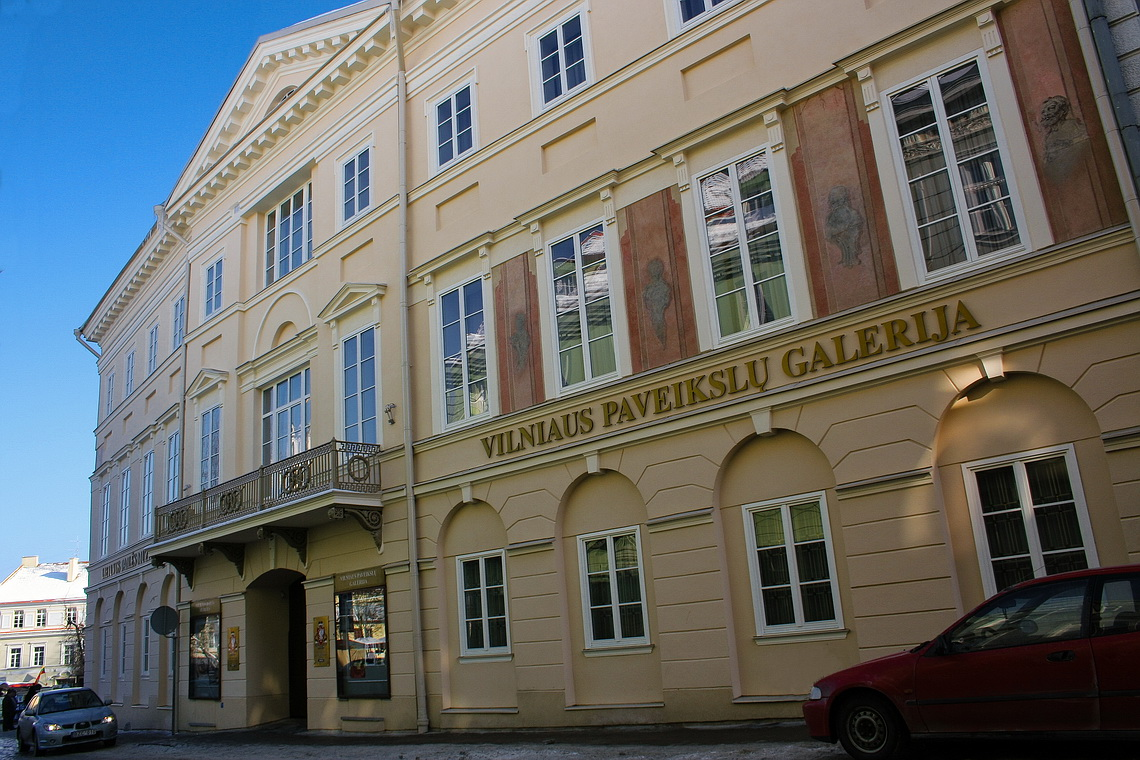
La galeria fotogràfica al Palau Chodkiewicz.

El Museu d'Art de Lituània va ser establert inicialment a Vílnius el 1933 com el Museu de Vilnius. Alberga la col·lecció d'art més gran de Lituània.

## Història
Els orígens de la institució es remunten a principis del segle xx, quan un ressorgiment d'interès cultural va seguir la fi de la prohibició del lituà imposada per l'Imperi Rus. Una sèrie d'exposicions d'art en aquest temps van donar obra per a la Societat d'Art de Lituània, que va començar a fer plans per a una instal·lació permanent. L'activitat va ser interrompuda per la Primera Guerra Mundial. Durant l'època de la postguerra, es van reprendre els plans. El 1933, la Vilnius Magistratura, una divisió administrativa de la Segona República Polonesa que controlava Vilnius en aquella època, va decidir crear un museu de la ciutat. Es van recollir les obres d'art emmagatzemades en diferents edificis, però no eren accessibles al públic. L'abril del 1941 es van celebrar les seves primeres exposicions públiques. En aquella època el museu es deia Museu d'art estatal de Vilnius. El gener de 1997, el nou govern de Lituània va concedir al museu el seu estat actual com a Museu Nacional, i ara forma part del Ministeri de Cultura Lituà.

## Seus
El museu està dividit en diverses sucursals: La Galeria Nacional d'Art de Vílnius, la Galeria de Fotos de Vílnius, al Palau Chodkiewicz, el Museu d'Arts Aplicades al Castell de Vílnius, el Palau Radziwill, la Palanga Amber Museum, la Galeria Pranas Domšaitis a Klaipėda, el Museu del Rellotge a Klaipėda, i la Sala d'Exposicions de Juodkrantė.

## Col·leccions
Les col·leccions del museu inclouen al voltant de 2.500 pintures datades entre el XVI i el segle xix, els quals consisteixen principalment en retrats de la noblesa i el clergat de les esglésies Gran Ducat de Lituània des del 16 fins als segles 18 i obres religioses. Hi ha més de 8.000 dibuixos d'origen polonès italià, alemany, francès, flamenc, holandès, anglès. Els artistes japonesos des del 15 fins al segle 20 també estan representats.
La primera meitat del segle 20 compta amb una àmplia presència, amb més de 12.000 obres. La col·lecció de la segona meitat del segle 20 compta amb més de 21.000 objectes exposats. Les d'Escultura abasten del 14 al segle 20, amb obres de diversos països europeus. Altres col·leccions notables inclouen obres realitzades en aquarel·la i pastel, i la de fotografia.